# Корпа
Корпа (ісп. Corpa) — муніципалітет в Іспанії, у складі автономної спільноти Мадрид. Населення — 593 особи (2010).
Муніципалітет розташований на відстані близько 37 км на схід від Мадрида.

## Демографія
Динаміка населення (INE ):

## Галерея зображень

Розташування муніципалітету у автономній спільноті Мадрид